# Sensorik (Lebensmittelprüfung)
Die Sensorik in der Lebensmitteltechnik bzw. Lebensmittelanalytik, auch Lebensmittelsensorik, beschäftigt sich mit der Bewertung von Eigenschaften mit den Sinnesorganen. Sie kommt in der industriellen und handwerklichen Produktentwicklung, Produktion, Qualitätskontrolle, Qualitätssicherung, Marketing und Forschung zur Anwendung; auch behördlich können Lebensmittel sensorisch beurteilt werden, etwa vom Gewerbeaufsichtsamt.

## Instrumente
Für die Beurteilung des sensorischen Wertes von Lebensmitteln ist der Mensch mit seinen Sinnesorganen das wichtigste Messinstrument.
Zur Anwendung kommen bei der Prüfung der Gesichtssinn, der Tastsinn, der Geruchssinn, der Geschmackssinn und der Gehörsinn.
Zur Ausprägungen und Differenzierungen der Wahrnehmungen siehe Sinnesorgan und Wahrnehmung.

## Methoden
Die sensorische Untersuchung beziehungsweise Prüfung oder Analyse ist innerhalb der Lebensmitteluntersuchung methodisch eine eigenständige Untersuchung, die in ihrer Bedeutung anderen analytischen Untersuchungsmethoden entspricht und in ihrer Wertstellung gleichbedeutend ist.
Die Auslegung von Prüfungen ist vom Produkt abhängig. Die Durchführung unterliegt DIN- und ISO-Normen. DIN EN ISO 5492:2009 regelt die Begrifflichkeiten in der Sensorik während die DIN 10950 einen Gesamtüberblick zu den Grundlagen der Methodik der sensorischen Prüfung gibt.

### Unterschiedsprüfungen (Diskriminierende Prüfung)
Ziel der Unterschiedsprüfung ist die objektive Feststellung von sensorisch erfassbaren Produktunterschieden bei gleichartigen Produkten.

#### Duo-Trio-Test
Im Duo-Trio-Test erhält der Proband drei Proben. Bei der ersten Probe handelt es sich um die Kontrollprobe K. Diese Kontrollprobe wird dem Probanden vorgestellt und so ist ihm klar, ob es sich bei der Kontrollprobe um Produkt A oder B handelt. Bei den anderen beiden Proben handelt es sich einmal um das Produkt A und einmal um das Produkt B, wobei die Reihenfolge zufällig gewählt wird. Es gibt daher nur zwei mögliche Kombinationen, KAB und KBA. Der Proband soll nun diejenige Probe wählen, die der Kontrollprobe entspricht. Durch Raten erhält man eine 50%ige Trefferquote.

#### „A“- „Nicht A“ – Test
Die folgenden beiden Tests werden von sensorisch geschulten Personen durchgeführt. Im „A“- „Nicht A“ – Test erhält der Prüfer zunächst die Probe A und muss sich die sensorischen Eigenschaften gut einprägen, denn eine Rückverkostung ist unerwünscht. Anschließend werden dem Prüfer einige Proben gereicht, bei denen er jeweils bestimmen soll, ob es sich dabei um die Probe A oder nicht um die Probe A handelt.

#### „2 aus 5“- Test
Es werden insgesamt fünf Proben aufgebaut. Davon gehören zwei Proben zum Produkt A und drei zum Produkt B oder umgekehrt. Es gibt ohne Berücksichtigung der Reihenfolge also insgesamt 10 verschiedene Kombinationen, um die fünf Proben der beiden Produkte anzuordnen. Der Prüfer soll nun das Probenpaar finden, das insgesamt nur zweimal auftaucht. Die Wahrscheinlichkeit für Nichtschmecker die richtige Zuordnung zu finden, beträgt gerade einmal 10 %. Allerdings kann durch die große Anzahl an Proben eine sensorische Ermüdung eintreten, was die Motivation und Leistung des Prüfers nachteilig verändern kann.

### Beschreibende Prüfung (Deskriptive Prüfung)
Ein Produkt oder Probe wird sensorisch begutachtet und einfach beschrieben.
Ziel der Beschreibenden Prüfung ist die neutrale Beschreibung von sensorischen Produkteigenschaften und -eindrücken.
Reguläre Prüfverfahren basieren auf der „Einfach Beschreibenden Prüfung“, welche als DIN-Norm definiert und nach § 64 im LFGB enthalten ist. Diese Prüfung umfasst eine Beschreibung der äußeren Beschaffenheit zur späteren Identifizierung und eine Beschreibung des Geruchs. Bei nahezu allen Proben erfolgt außerdem eine Beschreibung des Geschmacks.
Das Ergebnis dieser Untersuchung ist in der Regel ausschlaggebend dafür, ob sich eine weiter gehende sensorische Untersuchung anschließen muss, deren Art und Umfang sich aus der Beschaffenheit des Probenmaterials und der Fragestellung ergibt. Es ist mitbestimmend für die Festlegung des durchzuführenden Untersuchungsspektrums.

### Affektive Prüfung (hedonisch)
Besser bekannt als Beliebtheitstests oder Akzeptanztests, ist wesentlicher Bestandteil des Preference Mapping.

### Schwellenwertprüfung
Bei der Schwellenwertprüfung wird Reiz-, Erkennungs-, Unterschieds- und Sättigungsschwelle ermittelt. Die Prüfungen werden mit der Rangordnungsprüfung oder dem Dreieckstest durchgeführt.

### Erkennungsprüfung
Bei den Prüfungen werden die Grundgeschmacksarten in wässriger Lösung erprobt. Der Proband soll bei diesen Tests die Art der Empfindung (salzig, süß etc.) erkennen. Gilt als Test, um die Geschmacksempfindlichkeit des Probanden (Sensorikers) einzuschätzen. Wird in Abwandlung auch zum Erkennen von Geruchsstoffen angewendet.

### Rangordnungsprüfung
Eine Reihe von Mustern muss aufsteigend sortiert werden. Der zu erkennende Geschmack wird in wässriger Lösung verdünnt in verschiedenen Konzentrationen erkannt und sortiert. Je nach Produkt ist auch eine Rangordnungsprüfung für Farben und Geruch möglich. Diese Prüfung wird auch zur Erkennung der Tagesform abgehalten. Man muss bedenken, dass eine aufkommende Erkältung, die der Proband körperlich noch nicht bemerkt, seine sensorischen Eigenschaften negativ beeinflussen. Die Rangordnungsprüfung ist auch bei anderen sensorischen Beurteilungen (Geruch) üblich.

#### 2-AFC-Test
Das Kürzel AFC steht für „Alternative Forced Choice“. Der Proband hat also eine bestimmte Anzahl an Alternativen und es besteht Wahlzwang. Im 2-AFC-Test werden nur zwei Proben aufgebaut, einmal A und einmal B. Beide Proben unterscheiden sich in der sensorischen Charakteristik. Der Proband soll die Probe mit der sensorisch stärkeren oder schwächeren Intensität einer bestimmten Geschmackseigenschaft erschmecken. Im Versuchsaufbau gibt es nur die beiden möglichen Anordnungen AB und BA. Nichtunterscheider haben eine 50%ige Trefferchance.

#### 3-AFC-Test
Der 3-AFC-Test wird entsprechend dem 2-AFC-Test durchgeführt. Im Unterschied zum vorherigen Test haben die Probanden nun die Wahl zwischen drei verschiedenen Produkten A, B und C und sollen das Produkt mit der sensorisch stärksten oder schwächsten Intensität bestimmen. Hier gibt es bereits 3! = 6 verschiedene Möglichkeiten, die drei Proben anzuordnen: ABC, ACB, BAC, CAB, BCA und CBA. Im 3-AFC-Test haben Nichtschmecker nur eine Trefferwahrscheinlichkeit von 33,3 %.

### Dreiecksprüfung
Wird auch Triangeltest genannt, ist ein Differenztest. Der Dreieckstest dient der sensorischen Prüfung von drei Proben zur Feststellung von geringfügigen Unterschieden einzelner oder komplexer Sinneseindrücke. Mit diesem Verfahren werden zwei unterschiedliche Prüfmuster sensorisch verglichen.
Gilt als schwerer und sicherer Einstufungstest, dient auch zum Schulen und Einstufen von Prüfern (Schwellenwertbestimmung). Eine Dreiecksprüfung kann eine Rangordnungsprüfung absichern. Drei Proben werden nach dem Zufallsprinzip aufgestellt, wobei zwei Proben identisch sind und nach der am stärksten abweichenden Probe gefragt wird (aufgrund der Inhomogenität des Prüfguts kann ein Unterschied auch bei vermeintlich gleichen Proben bestehen). Die Proben werden in Form eines Dreiecks aufgestellt.